# Balogh Erika
Balogh Erika (Kiskunfélegyháza, 1958. szeptember 12. –) Jászai Mari-díjas magyar színésznő.

## Életpályája
1981-ben végzett a Színház- és Filmművészeti Főiskolán. 1981 és 1993 között a Thália Színház, illetve az Arizona Színház tagja volt. 1993-ban szabadfoglalkozású színész volt 5 éven át. Ez idő alatt játszott a Várszínházban, a Szegedi Nemzeti Színházban, a székesfehérvári Vörösmarty Színházban, az Újpest Színházban és a Karinthy Színházban. 1998–2008 a kecskeméti Katona József Színház tagja. 1995-től a Színház- és Filmművészeti Egyetemen óraadó tanár volt. 2008. február óta az Aranytíz Kultúrház ügyvezető igazgatója.

## Színpadi szerepek
A Színházi adattárban regisztrált bemutatóinak száma: 73.; ugyanitt huszonkét színházi felvételen is látható.
- Szomory Dezső: Györgyike, drága gyermek....Györgyike
- Tolsztoj – Piscator: Háború és béke....Natasa
- Molnár Ferenc:
  - Doktor úr....Lenke
  - Liliom ....Muskátné
- Molière: Gömböc úr....Julie
- Mihail Bulgakov - Elbert János: A Mester és Margarita....Nisza
- Lázár Ervin: Négyszögletű kerek erdő....Lószerafin
- Fedor Ágnes: Miss Arizona....La Bella Manta
- Maurice Maeterlinck: A kék madár....Tündér
- Tersánszky Józsi Jenő: Kakuk Marci....Pattantó Rozi
- Tamási Áron: Ördögölő Józsiás....Jázmina
- Peter Hacks: Ádám és Éva....Éva
- Shakespeare: Lóvá tett lovagok....Rosaline
- Cseres Tibor: Parázna szobrok....Thormay Linda
- Békeffy László - Szilágyi György: Volt egyszer egy Városliget
- Giovanni Boccaccio - Kazimir Károly: Dekameron
- Iszaak Babel: Alkony....Maruszja
- Szépasszonyok egy gazdag házban....Aranylótusz

- Peter Karvaš: Gyönyörök kedden éjfél után....Harriet
- Mario Moretti: Három majom a pohárban....Rosy
- Henrik Ibsen: A tenger asszonya....Bolette
- Georges Feydeau: A női szabó....Suzanne
- Marc Camoletti: Hatan pizsamában....Brigitte
- Szakonyi Károly: Adáshiba....Vanda
- Molière: Versailles-i rögtönzés....Molière-né
- Munkácsi Miklós: Mindhalálig Beatles....Szonja
- Jean Anouilh: Romeo és Jeannette....Júlia
- Gyurkovics Tibor: Császármorzsa....Csilla
- William Mastrosimone: Az erőszak határai....Marjorie
- Karinthy Frigyes - Szakonyi Károly: Tanár úr, kérem!....Irén
- Mikszáth Kálmán - Bodolay Géza: Új Zrínyiász....Bobor ezredesné, Marika
- Giorgio Pianosa: Mert a mamának így jó....Lívia, Giacomo felesége
- Stanislaw Wyspianski: A magyar menyegző....Menyasszony
- Madách Imre: Az ember tragédiája....Egyik Éva
- David Hirson: A bohóc....Madeleine Béjart, Béjart húga
- Katona József: Bánk bán....Gertrudis királyné
- Molière: Don Juan vagy a kőszobor vacsorája....Donna Elvira
- Roland Schimmelpfennig: Push up 1-3....Angelika
- Friedrich Schiller: Ármány és szerelem....Lady Milford
- Paolo Taviani - Bodolay Géza: Előre hát, fiúk!....Esther, Fulvio nővére
- Mihail Bulgakov: Álszentek összeesküvése....Madeleine Béjart
- Angelo Beolco Ruzante: Az anconai özvegy....Ginerva, az anconai özvegy
- Tasnádi István: Malacbefőtt....Mámorné, Jolán
- Szalonspicc
- Bertolt Brecht: Kurázsi mama és gyermekei....Yvette Pottier
- Páskándi Géza: Vendégség....Mária
- Ács János: Casanova nuova....Heroina-színésznő
- Kodolányi: Földindulás....Piókás Szüle
- Shakespeare: Rómeó és Júlia....Capuletné
- Eugène Scribe: Adrienne....Bouillon hercegnő
- Beaumarchais: Figaro házassága, avagy egy őrült nap....Grófnő
- Henrik Meilhac: Nebántsvirág....Corinna
- Schiller: Don Carlos....Eboli hercegnő
- Zerkovitz Béla - Szilágyi László - Harmath Imre: Csókos asszony....Hunyadiné
- Eugene Ionesco: A kopasz énekesnő....Mrs. Smith
- Horváth Péter: 56 csepp vér....Őrnagyné
- Tasnádi István: Finito (A magyar zombi)....Blondinné
- Shakespeare: A windsori víg nők....Mrs. Page-né, Margit
- Móricz Zsigmond: Úri muri....Rhédey Eszter
- Schimmelpfennig:
  - Látogatás apánál....Edit
  - Schimmelpfennig: Az állatok birodalma....Krokodil
- Gogol: Háztűznéző....Arina Pantyelejmonovna
- Vörösmarty Mihály: Csongor és Tünde ....Az éj

## Filmjei

### Játékfilmek
- Gyertek el a névnapomra (1983)
- Utasvédelem (1983)
- Szamba (1996)
- Nekem lámpást adott kezembe az Úr Pesten (1999)
- A Hídember (2002)
- A hét nyolcadik napja (2006)
- 56 csepp vér (2007)

### Tévéfilmek
| - Cigánykerék (1976) - Párizsi élet (1978) - Szerelmem, Elektra (1980) - Glória (1982) - Mint oldott kéve 1-7. (1983) - T.I.R. (1984) - Györgyike, drága gyermek (1984) - Gyémántpiramis (1986) - Fehér kócsagok (1988) - Fagylalt tölcsér nélkül (1989) | - Gálvölgyi Show (1989) - Cyrano /kaszkadőr/ (1989) - Angyalbőrben (1990) - Szomszédok (1991) - Ligeti legendák (1996) - Szeressük egymást gyerekek! (1996) - Jóban Rosszban (2005) - Jókedvemben vettelek el - Őrzők |

### Szinkron
| - Airplaine - A klinika – Elke nővér (Barbara Wussow) - A nyomkövető - A rendőrnő – Jeniffer - Az elnök emberei - Az emlékmás – Lori (Sharon Stone) - Az utolsó akcióhős – Irene Madigan (Mercedes Ruehl) - Barcelona – Montserrat Raventos (Tushka Bergen) - Batman és Robin – dr. Pamela Isley/Méregcsók (Uma Thurman) - Baywatch – C. J. Parker (Pamela Anderson) - Bérenc 2. – Patricia Van Lier (Claudia Christian) - Csillagkapu - Vala Mal Doran (Claudia Black) - Dallas – Lucy Ewing (Charlene Tilton) - Derrick - Everwood – Linda (Marcia Cross) - Fagypont - Jégkorszak Miamiban – Bryn (Erika Eleniak) - Fortunata és Jacinta – Jacinta (Maribel Martin) - Garp szerint a világ – Helen Holm (Mary Beth Hurt) - A Guldenburgok öröksége – Peggy (Ute Lemper) - Gyagyák a gatyában, avagy tudom kit fűztél tavaly nyáron – Beth (Janeane Garofalo) - Gyilkos félelem – Rebecca Hausman (Marcia Cross) - Halhatatlan kedves – Giulietta Guicciardi (Valeria Golino) - Hajszál híján – Kathlyn Weller (Sosan Hogan) - Hárman párban – Betty Kerner (Melanie Griffith) - Három férfi és egy mózeskosár - Holt költők társasága – Színésznő/Tündér (Allison Hedges) - Horgonyt fel! – Susan Abbott (Kathryn Grayson) - Hozományvadászok - Lizzy Elmsworth (Rya Kihlstedt) - Jég és föld között – Monique Aubertine (Izabella Scorupco) - JFK - A nyitott dosszié | - Kacsamesék – Webbie, a kacsalány - Keleti harc – Mary (Helen Slater) - Keserű méz – Mimi (Emmanuelle Seigner) - Kölcsönkinyír visszajár – Victoria Tucker (Julianne Phillips) - Kutyám Jerry Lee – nő a Rolls Royce-ban (Colleen Morris) - Manhattan - MASH – Maria Schneider (Jo Ann Pflug) - Meggyanúsítva – Chantal Hearst (Monica Bellucci) - Merlose Place – Kimberly (Marcia Cross) - Mindenem a tiéd - New York-i történetek – Rita (Bridgit Ryan) - Nyughatatlan Jordan - Országúti diszkó – Carrie Ann (Kathleen Wilhoite) - Oscar – Theresa (Elishabeth Barondes) - Patch Adams – Carin (Monica Potter) - Palimadár – Rachel Varney - Pomádé - Rex felügyelő - Salzburgi történetek - Született feleségek – Bree Van De Kamp (Marcia Cross) - Szupermanus – Kimberly Jones (Robin Givens) - Szuperzsaru – Evelyn (Julie Gordon) - Taxi (sorozat) - The Baxun Invázió – Narrátornő - Változások kora – Katharine (Meg Ryan) - Vérbeli hajsza – Lydia Maxwell (Meg Ryan) - Vészhelyzet – Sandy Lopez (Lisa Vidal) - X-Akták – Mona - Zabriskie Point – Daria (Daria Halprin) |

## Díjai, elismerései
- Az Évad színésznője Kecskeméten (2005)
- Pécsi Országos Színháztalálkozó (2005) - legjobb női epizódszereplő (Adrienne - Bouillon hercegnő)
- Színikritikusok díja 2005 - legjobb epizódszereplő (Adrienne - Bouillon hercegnő)
- Jászai Mari-díj (2006)
- Súgó Csiga díj (2006)
- Magyar Arany Érdemkereszt (2012)